# Boí Taüll Resort
La estación de esquí de Boí Taüll está situada en el Pirineo Catalán, en el Valle de Bohí (provincia de Lérida, España). La antigua grafía del término, tanto en catalán como en castellano, correspondía con Tahull, y así aparece todavía en algunas guías.
En 2018 la estación fue comprada por la Generalidad de Cataluña para salvarla de la quiebra.

## Descripción
La estación está situada en el Pirineo de Lérida, en la cabecera de la Vall de Mulleres y se extiende por la mayor parte de las montañas y crestas que la rodean, sobre todo al sur y al este.
Posee las cotas más altas entre las estaciones de esquí del Pirineo (2020 m de cota mínima en Pla de Vaques y 2751 m de cota máxima en Puig Falcó) y una orientación al norte, lo que favorece la calidad de la nieve.
Su dominio esquiable consta de 10 pistas verdes, 7 azules, 26 rojas y 9 negras, algunas con desniveles de hasta 750 metros y sin pistas horizontales.
La cima de la estación ofrece vistas del Pallars Jussá y del Pic de l'Orri, en la vecina estación de esquí de Port Ainé. Este lugar limita con la zona periférica del parque nacional de Aigüestortes y Lago de San Mauricio.
Dispone de un aparcamiento con 1500 plazas, restaurantes, cafeterías, una escuela de esquí, servicio de alquiler de material de esquí y de snowboard, reparación de material, helipuerto, servicio médico, zona infantil y una zona dedicada exclusivamente al snowpark.
El 18 de noviembre de 2018 fue nominada como la mejor estación de esquí de España en los world ski awards, arrebatándole el título a la estación aragonesa de Aramon Cerler, que lo ostentaba desde hace cuatro años consecutivos.